# Katarzyna Kuropatnicka
 Katarzyna Kuropatnicka  z Łętowskich, herbu Ogończyk z Łętowa (ur. w 1732 w Koszycach Małych, zm. 13 października 1797 w Krakowie) – polska pisarka, działaczka kulturalna i społeczna, fundatorka kościołów, dziedziczka, m.in. Tarnowca i Lipinek.

## Pochodzenie
Jej ojcem był Stanisław Łętowski (zm. 1786), podstoli, podkomorzy krakowski, poseł, dziedzic, m.in. (od 1740 r.) miejscowości Bobowa i Bączala.
Matką jej była Jordanówna - wojewodzianka bracławską, której dziadkiem był Michał Stefan Jordan h. Trąby (zm. 1739) wojewoda bracławski.
Miała brata Franciszka Łętowskiego z Łętowa (zm. 17 kwietnia 1811 r.) kawalera Orderu św. Stanisława, męża Teresy z Balickich - Łętowskiej herbu Ostoja.

## Życie rodzinne
Została poślubioną 25 stycznia 1756 r. przez Ewarysta Andrzeja Kuropatnickiego (1734-1788) kasztelana buskiego, bełskiego, zamiłowanego geografa amatora, heraldyka i bibliofila. Po ślubie, z powodu zagrożenia niepodległości Polski, prowadził czynne życie patriotyczne, a w 1767 r. po przeprowadzeniu się do Tarnowca, zajął się prowadzeniem gospodarstwa i gromadzeniem książek.
Katarzyna natomiast często przebywała w Neledwi, by być bliżej Zamościa i Puław oraz zgodnie z zainteresowaniami męża, gromadziła zbiory. Z pięciorga dzieci które urodziła, wszystkie zmarły w dzieciństwie oprócz córki Agaty Konstancji i najmłodszego syna Józefa Ksawerego Kuropatnickiego, który przekazał bibliotekę Kuropatnickich w 1811 r. Towarzystwu Warszawskiemu Przyjaciół Nauk.

## Działalność literacka
Katarzyna Kuropatnicka wydała tłumaczenia z francuskiego, np. Listy Jeymość Pani du Montier zebrane przez Jeymość Panią le Prince de Beaumont( wyd. 2 T. Warszawa i Lwów 1780 r.) o treści pedagogicznej i religijnej. Przetłumaczyła też z francuskiego Odę do matek i wydała dzieła: „Ascetyzm” oraz „Homilie”. Pisała wiersze, które współcześni porównywali do poezji Drużbackiej.
Wraz z mężem utrzymywała kontakty z czołowymi twórcami literackimi. Dwór w Tarnowcu uczyniła ważnym ośrodkiem życia kulturalnego Galicji, organizując przyjęcia i spotkania towarzyskie, podczas których grywano sztuki teatralne, np. komedie Tadeusza Lipskiego słuchano występów dworskiej kapeli, dyskutowano na tematy patriotyczne i naukowe, np. z Antonim Stadnickim - bibliofilem i historykiem.

## Kuropatnicka jako fundatorka
W 1789 r. hrabina Katarzyna Kuropatnicka, po śmierci męża Ewarysta Andrzeja Kurapatnickiego, właścicielka Tarnowca wniosła do Gubernium Lwowskiego przez konsystorz biskupi - tarnowski podanie, w którym powołując się na zasługi swego ojca Stanisława Łętowskiego, dla dworu cesarskiego, prosiła by statua została sprzedana kościołowi w Tarnowcu.
W 1789 r. zakupiła cudowną (według wiernych) figurkę do kościoła w Tarnowcu.
Utrzymywała wraz z mężem fundację szpitala dla ubogich w Jaśle, łożyła na odnawianie i budowę kościołów Tarnowcu, w Lipinkach oraz klasztorów jezuickich i dominikańskiego w Lublinie, gdzie zamieściła z mężem tablicę nagrobną;
D. O. M. Józef Kuropatnicki kasztelanic Bieski zmarły 2 stycznia 1742 r. Teressa Zuzanna z Kurdwanowskich zmarła 17 września R 1759, Małżonkowie. W tym kościele OO. Dominikanów, do którego wystawienia pomocą byli. Oboje pogrzebani. W odległą potomności pamięć tym kamieniem czci uwiecznia kochanych Rodziców oraz przy nichże maleńkie pogrzebane dziatki swoie Michała syna y Teresę córkę Ewaryst Andrzej hrabia Kuropatnicki kasztelan wprzód Buski potym Bełzki kawaler orderu Orła Białego y S. Stanisława polecając duszę kochanych Rodziców wszystkich wiernych modlitwom do Boga oraz siebie z Katarzyną z Łętowskich małżonką z hrabią Józefem synem y z Konszacia hrabianką córą M.DCC.LXXXII.
Zmarła w 1797 r. W kaplicy kościoła w Tarnowcu znajduje się marmurowy pomnik wystawiony przez jej dzieci; Józefa i Konstancję Kuropatnickich. Nagrobek składa się z piramidy, na której umieszczono jej trumienkę opartą na lwich nogach.

## Odznaczenia
Dama Orderu Krzyża Gwiaździstego.